# Association des académies nationales olympiques d'Afrique
L'Association des Académies Nationales Olympiques d'Afrique (AANOA) regroupe les Académies Nationales Olympiques des États Africains affiliés au Comité International Olympique (CIO). 

## Historique
L'AANOA est créée  lors de l'assemblée générale constitutive du 10 au 13 décembre 2008 à Tunis réunie à l'initiative du Comité national olympique tunisien (CNOT) et de l'Association des comités nationaux olympiques d'Afrique — en anglais : Association of African National Olympic Academies (AANOA) — afin de « favoriser la propagation des idéaux olympiques en Afrique ».

## Membres
Seize comités nationaux olympiques (CNO) africains sont membres fondateurs de l'AANOA. Ils ont été rejoints par 20 autres depuis et sur une quarantaine de CNO africains 36 sont membres de l'association lors de la 3e assemblée générale de Tunis en 2017.

## Administration
Depuis sa création en 2008 l'AANOA dont le siège est à Tunis est présidée par Ridha Layouni (Tunisie) assisté de Sanjaye Goboodun (Île Maurice) au secrétariat général. Son conseil d'administration se compose de dirigeants olympiques du Centrafrique, Côte d’Ivoire, Guinée, Kenya, Mali, Île Maurice, Sénégal, Soudan, Swaziland, Tchad et Tunisie.